# Revista Cubana de Ciencia Agrícola
Revista Cubana de Ciencia Agrícola es una publicación científica cubana certificada por el Ministerio de Ciencia Tecnología y Medio Ambiente (CITMA). Conjuga los diferentes aspectos de la nutrición y genética animal, así como la producción de pastos y forrajes. 

## Historia
Publicación fundada en su versión impresa en el año 1967, auspiciada por el Instituto de Ciencia Animal, perteneciente al Ministerio de Educación Superior de la República de Cuba. En el año 2004 se crea la versión electrónica.

## Objeto
Trata sobre el estudio de las ciencias útiles para la producción animal. 

## Características
Publicación periódica, trimestral, en su versión impresa. Es editada en español e inglés (Cuban Journal of Agricultural Science).

### Temática y contenido
En sus ediciones sobre ciencia agrícola publica artículos originales que abarcan las temáticas siguientes:
- Matemática aplicada
- Genética
- Ciencia  animal (fisiología de rumiantes ymonogástricos, microbiología y  biotecnología agropecuaria, ganado lechero, menor y de carne)
- Pastos y forrajes
- Desarrollo rural
- Medio ambiente
- Sostenibilidad
- Economía agropecuaria
- Sistemas de producción
- Gestión del conocimiento
- Transferencia de tecnología
- Innovación tecnológica y extensión

### Indexada
Se encuentra indexada en Academic Search Complete, CubaCiencias, EMBASE Excerpta Medica, Field Crop Abstracts, Forestry Abstracts, Fuente Académica, Informe Académico, Latindex-Catálogo, Latindex-Directorio, Periódica (Índice de Revistas Latinoamericanas en Ciencias), Pollution Abstracts, Poultry Abstracts, Red ALyC, Science Citation Index Expanded y Veterinary Bulletin.

## Registro
La Revista se encuentra reconocida en el Registro Nacional de Publicaciones Seriadas (La Habana, Cuba) para su versión impresa: Versión español RNPS: 0171, ISSN 0034-7485 (P); versión inglés RNPS: 0172, ISSN 0864-0408 (P), y para la versión electrónica: Versión español  RNPS: 1995, ISSN 2079-3472 (D); Versión inglés RNPS: 1996 ISSN 2079-3480 (D).